# Cochylimorpha elongana
Cochylimorpha elongana is een vlinder uit de familie bladrollers (Tortricidae). De wetenschappelijke naam is voor het eerst geldig gepubliceerd in 1839 door Fischer v. Roslerstamm.
De soort komt voor in Europa.